# Vladimir Bobri
Vladimir Bobri (Bobritsky) (ukrainien : Володимир Бобрі [Бобрицький], Kharkiv, 13 mai 1898 – Rosendale (New York), 3 novembre 1986) est un illustrateur, écrivain, compositeur, enseignant et historien de la guitare américain d'origine ukrainienne. Célèbre pour son œuvre graphique prolifique et novatrice à New York à partir du milieu des années 1920, il a aussi été l'un des fondateurs de la New York Society of The Classic Guitar en 1936, et le rédacteur en chef et directeur artistique de son magazine, Guitar Review, pendant presque 40 ans.

## Biographie
Vladimir Bobritsky a étudié à la rigoureuse École impériale d'art de Kharkiv. Dès 1915 il a commencé à créer des décors pour le Grand théâtre dramatique de Kharkiv, où il a introduit les méthodes du décorateur britannique Gordon Craig. Balloté par la révolution russe, Bobritsky a combattu dans les rangs de nombreuses factions de la guerre civile avant de réussir à quitter le pays en 1917.
« Après la révolution vint une longue période forcée de voyages et d'activités de toutes sortes », écrit son ami l'artiste Saul Yalkert dans un portrait publié dans le recueil Forty Illustrators and How They Work en 1946 :

« En tant que réfugié, il voyageait avec un passeport fait à la main, huit pages en petits caractères imprimés en polonais, si habilement réalisées qu'elles ne laissent aucun doute sur son talent et son sens de la calligraphie, car elles passèrent avec succès l'examen des autorités consulaires anglaises, françaises, italiennes et grecques. [...] Dans la montagneuse péninsule de Crimée, il travailla comme ouvrier presseur pour les vignerons tatars. Plus tard, il entra en contact avec des tziganes russe, hongrois et espagnols, étudia leurs traditions, les particularités des différentes tribus. Ayant rencontré un groupe de tziganes en Crimée, il fut engagé comme joueur de guitare dans leur orchestre. »

Bobritsky a peint des icônes dans les îles grecques, joué du piano dans un nickelodéon à Pera, peint des panneaux de signalisation à Constantinople (aujourd'hui Istanbul), découvert une importante fresque byzantine dans une mosquée turque abandonnée et payé son passage en Amérique en dessinant des décors et des costumes pour le Ballet russe de Constantinople.
« Dans toutes ces pérégrinations, son sac à dos contenait toujours une boîte d'aquarelles, un bloc à dessin », écrit Yalkert. « Il en gardait trace en croquant constamment les gens, les histoires, le folklore, la musique et les arts populaires. »
Bobritsky a émigré aux États-Unis en 1921.
Dans son profil artistique dans Forty Illustrators and How They Work, Ernest W. Watson raconte que Bobritsky a lancé son propre atelier d'impression textile peu après son arrivée à New York. « En 1925, il a été appelé par le directeur artistique des magasins Wanamaker's pour un essai de publicité moderne », écrit Watson. « Ses mises en page de journal radicalement différentes excédaient ce que l'establishment pouvait supporter et l'artiste comme le directeur artistiques furent licenciés. Mais Saks Fifth Avenue les vit, les admira et lui fit signe. » Saks a offert à Bobri le poste de directeur artistique.
« Ses mises en page de journal et de magazine représentaient une vraie nouveauté », écrit l'historien Walt Reed, spécialiste de l'art de l'illustration. « Bobri se retrouva bientôt avec assez de clients pour se lancer dans une carrière en free-lance, principalement pour des illustrations publicitaires, et fortement influencé par son passé de formation classique et de travail pour le théâtre. »
La première des sept couvertures de Bobritsky pour le magazine The New Yorker date du 6 février 1926. Dans les années 1930, Bobritsky — ou Bobri, comme il signait de plus en plus souvent — était devenu un illustrateur majeur dans le monde en plein essor de la publicité. Hanes, Koret (en) et Avon faisaient partie de ses clients ; son travail figurait largement dans l’Annual of Advertising Art, un recueil récapitulatif annuel publié par le club des directeurs artistiques de New York. Il est aussi devenu connu comme illustrateur de livres pour enfants.

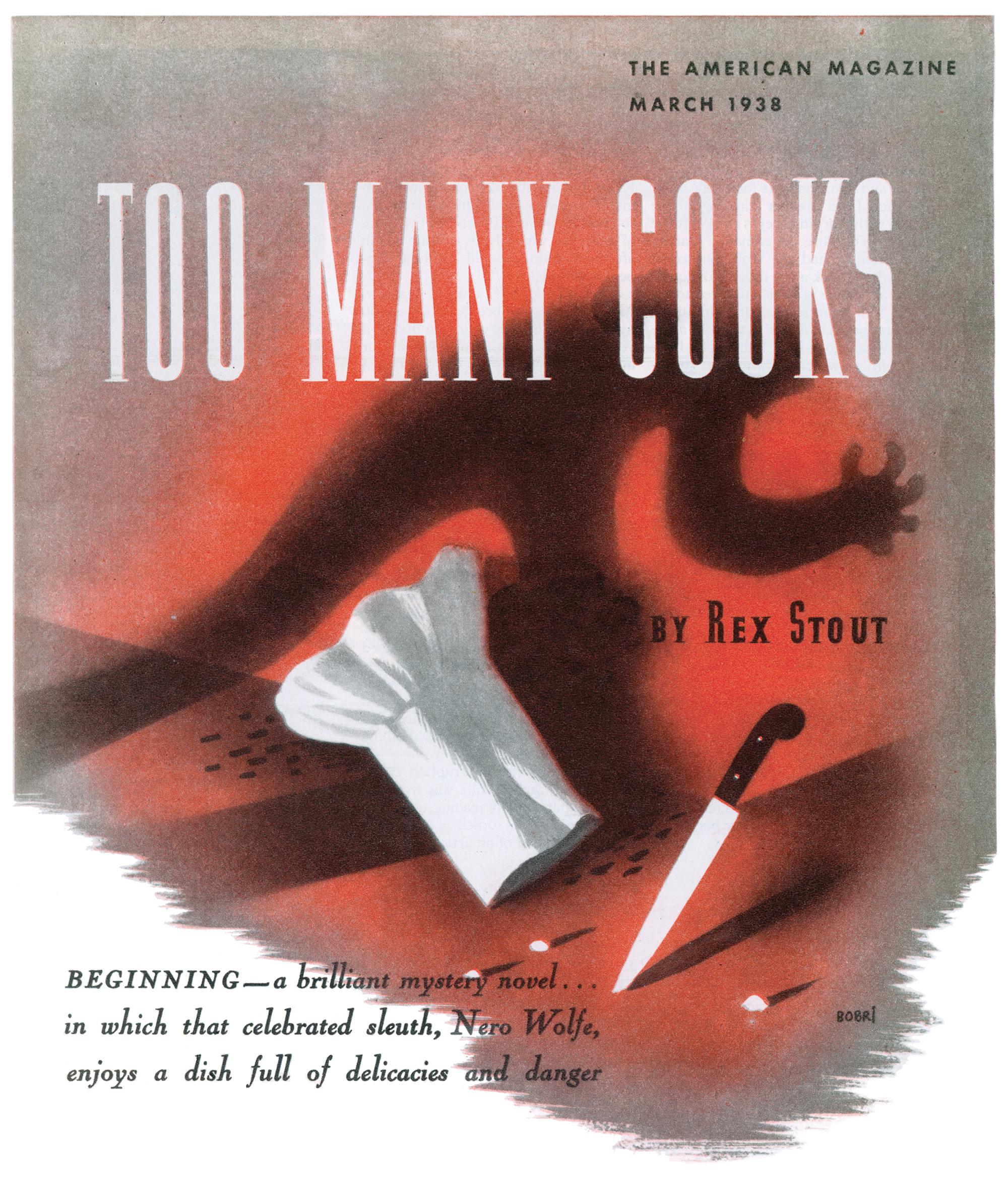
Illustration de couverture de Bobri pour Too Many Cooks, un roman de Rex Stout paru en six parties dans The American Magazine à partir de mars 1938.

Bobri a souvent contribué à Vogue, Harper's Bazaar, McCall's (en) et beaucoup d'autres magazines. Parue pour la première fois dans le numéro de mars 1938 de The American Magazine, son illustration de couverture pour Too Many Cooks (une énigme policière mettant en scène Nero Wolfe et traduite en français sous le titre La Sauce zingara) orne aussi un livre de recette qui constitue un des produits dérivés les plus recherchés par les passionnés des œuvres de Rex Stout.
Bobri a continué à étudier la guitare. En 1936, il a commencé à rencontrer un petit groupe informel avec lequel il a formé la première société de guitare classique à New York, New York Society of the Classic Guitar.
« Les débuts de la société furent plutôt modestes, mais Bobri, par cette action apparemment petite, assura la prééminence de la Société pour les décennies à venir », écrit Lester S. Long dans NYlon Review, le journal officiel de la New York City Classical Guitar Society :

« Illustrateur de métier, Bobri proposa à Andrés Segovia de peindre son portrait. Segovia accepta. Dans le processus, le duo forma une amitié de plusieurs décennies et Segovia accepta le poste de président honoraire de la Société. Déjà une star en Europe, et avec sa carrière américaine qui débutait, Segovia n'allait pas être un simple figurant ; au contraire, il allait influencer la direction artistique de la Société pendant presque 50 ans à la tête de son comité consultatif. »

En 1946, la société a commencé à publier The Guitar Review. Bobri a été le rédacteur en chef et le directeur artistique de ce trimestriel jusqu'en 1985.
En plus de dessiner beaucoup de pochettes de disques d'Andrés Segovia, Bobri a écrit et illustré l'important livre The Segovia Technique (1972).
En 1972, Bobri a été décoré de la croix de l'ordre d'Isabelle la Catholique avec le rang de chevalier-commandeur pour l'ensemble de son œuvre comme designer, peintre, directeur artistique, compositeur et écrivain, et son usage de ces talents au service de la diffusion de la culture espagnole. Cette récompense lui a été remise par le consul général d'Espagne à New York, lors d'une cérémonie à laquelle assistaient Andrés Segovia et d'autres dignitaires espagnols.
Le 3 novembre 1986, Vladimir Bobri a disparu dans l'incendie de la maison qu'il avait dessinée et construite, et où il avait vécu près de 50 ans avec sa femme Margaret Garcia, avec ses dessins, sa correspondance et sa collection de guitares. Dans son numéro commémoratif de l'hiver 1987, The Guitar Review écrit : « Au milieu de notre incapacité à accepter une aussi grande perte, nous sommes séduits par la possible validité de la vieille philosophie viking : la croyance que le timonier et son bûcher sont envoyés ressusciter dans l'inconnu, pour naviguer sur la mer de l'éternité. Espérons qu'il est vrai que notre cher ami Bobri s'est effectivement embarqué pour ce voyage mythique, encore en possession de tout ce qu'il a emporté avec lui. »

### Auteur
- 1967 130 Daily Studies for the classic guitar (Franco Colombo, Inc.)
- 1972 The Segovia Technique (Macmillan Publishing Company, Hardcover; 1990, The Bold Strummer, Paperback  (ISBN 978-0-933224-49-0))
- 1972 Two Guitars - a galaxy of duets for guitar; 88 songs and dances from 47 countries (with Carl Miller)(Collier Books, Paperback)
- 1972 Complete Study of Tremolo for the Classic Guitar (Franco Colombo Publications, Belwin-Mills Publishing Corp.)
- 1974 A Musical Voyage with Two Guitars: 64 Duets from 34 Countries (with Carl Miller)
- 1985 Complete Study of Tremolo for the Classic Guitar (Alfred Publishing Company, Paperback  (ISBN 978-0-7692-1295-1))

### Illustrateur
- 1929 The Crimson Circle by Edgar Wallace (The Crime Club, Doubleday, Doran and Company, Garden City, New York, hardcover; dust jacket design)
- 1929 The Face in the Night by Edgar Wallace (The Crime Club, Doubleday, Doran and Company, Garden City, New York, hardcover; dust jacket design)
- 1930 The Day the World Ended by Sax Rohmer (The Crime Club, Doubleday, Doran and Company, Garden City, New York, hardcover; dust jacket design)
- 1931 The Law of the Three Just Men by Edgar Wallace (The Crime Club, Doubleday, Doran and Company, Garden City, New York, hardcover; dust jacket design)
- 1932 Philippine by Maurice Bedel (E. P. Dutton and Company, New York, hardcover; dust jacket design)
- 1937 Five Proud Riders by Ann Stafford
- 1938 The House at Cherry Hill by Mary H. Weik
- 1953 Paris Cuisine by James A. Beard (en) and Alexander Watt
- 1953 Let's Talk About God by Dorothy K. Kripke
- 1955 Let's Talk About Right and Wrong by Dorothy K. Kripke
- 1957 Let's Talk About Judaism by Dorothy K. Kripke
- 1957 The March Wind by Inez Rice
- 1958 Sleepy Book by Charlotte Zolotow
- 1958 The Whiskers of Ho Ho by William Littlefield
- 1961 What Is Red? by Suzanne Gottlieb
- 1963 What the Moon Is Like by Franklyn M. Branley
- 1964 Boris and His Balalaika by Esphyr Slobodkina (en)
- 1964 Icebergs by Roma Gans
- 1969 A Kiss Is Round by Blossom Budney